# Alive (Vincent Bueno-dal)
Az Alive (magyarul: Élek) Vincent Bueno osztrák–filippínó énekes dala, mellyel Ausztriát képviselte volna a 2020-as Eurovíziós Dalfesztiválon Rotterdamban. Az előadót a osztrák közszolgálati televízió társaság (ORF) kérte fel a szereplésre.

## Eurovíziós Dalfesztivál
2019. december 12-én vált hivatalossá, hogy az osztrák televízió Vincent Buenót választotta ki az ország képviseletére a következő Eurovíziós Dalfesztiválon. A versenydalt 2020. március 5-én mutatták be a dalfesztivál hivatalos YouTube-csatornáján. Az dalt az Eurovíziós Dalfesztiválon az előzetes sorsolás alapján a május 14-i második elődöntő első felében adták volna elő, azonban március 18-án az Európai Műsorsugárzók Uniója bejelentette, hogy 2020-ban nem tudják megrendezni a versenyt a COVID–19-koronavírus-világjárvány miatt. Az osztrák műsorsugárzó jóvoltából az énekes lehetőséget kapott az ország képviseletére a következő évben egy új versenydallal.